# جيف داهل
جيف داهل (بالإنجليزية: Jeff Dahl)‏ هو مغني وموسيقي أمريكي، ولد في 12 يوليو 1955 في شتوتغارت في ألمانيا.

## وصلات خارجية
- جيف داهل على موقع ميوزك برينز (الإنجليزية)
- جيف داهل على موقع ديسكوغز (الإنجليزية)